# Palestine (Arkansas)
Palestine es una ciudad ubicada en el condado de Saint Francis en el estado estadounidense de Arkansas. En el Censo de 2010 tenía una población de 681 habitantes y una densidad poblacional de 84,06 personas por km².

## Geografía
Palestine se encuentra ubicada en las coordenadas 34°58′2″N 90°54′13″O / 34.96722, -90.90361. Según la Oficina del Censo de los Estados Unidos, Palestine tiene una superficie total de 8.1 km², de la cual 8.04 km² corresponden a tierra firme y (0.77%) 0.06 km² es agua.

## Demografía
Según el censo de 2010, había 681 personas residiendo en Palestine. La densidad de población era de 84,06 hab./km². De los 681 habitantes, Palestine estaba compuesto por el 78.85% blancos, el 18.94% eran afroamericanos, el 0.59% eran amerindios, el 0.15% eran asiáticos, el 0% eran isleños del Pacífico, el 0% eran de otras razas y el 1.47% pertenecían a dos o más razas. Del total de la población el 0.44% eran hispanos o latinos de cualquier raza.